# Łukasz Jelski
Łukasz Jelski herbu Pielesz odmienny – marszałek piński w latach 1641-1666, podczaszy mozyrski w 1635 roku, wójt piński w latach 1639-1650, rotmistrz Jego Królewskiej Mości.
Poseł na sejm 1641  roku. Poseł sejmiku pińskiego na sejm koronacyjny 1649 roku, sejm 1650 roku, sejm 1655 roku, sejm 1662 roku.